# Verneuil-Moustiers
 Verneuil-Moustiers  (en occitano Verneulh Mostiér) es una población y comuna francesa, situada en la región de Lemosín, departamento de Alto Vienne, en el distrito de Bellac y cantón de Le Dorat.

## Demografía
| 302 | 256 | 242 | 238 | 184 | 173 | 157 |
| Para los censos de 1962 a 1999 la población legal corresponde a la población sin duplicidades (Fuente: INSEE [Consultar]) |     |     |     |     |     |     |